# Władysław II Wygnaniec
     (Księstwo śląskie Władysława II)

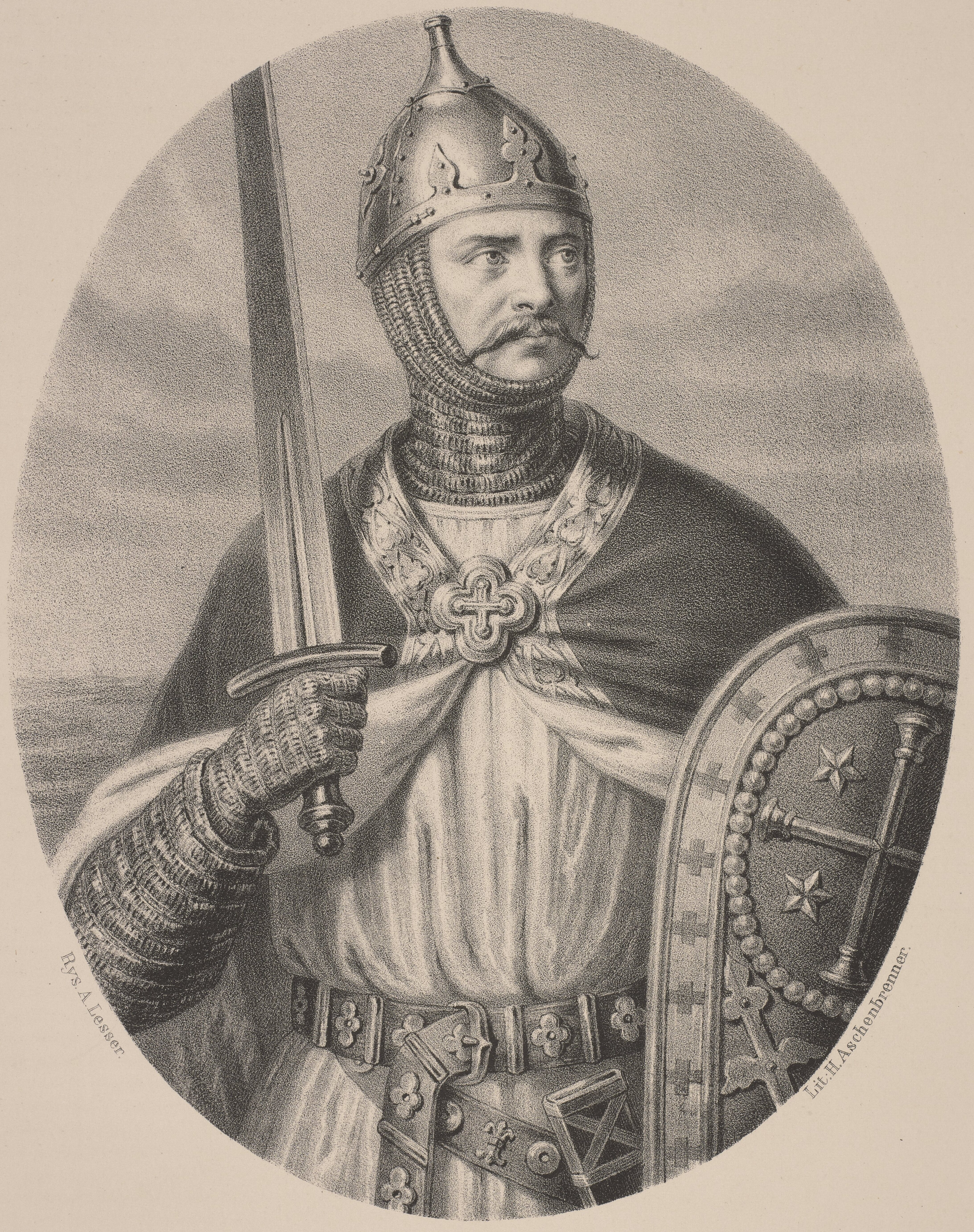
Władysław II Wygnaniec, grafika Aleksandra Lessera

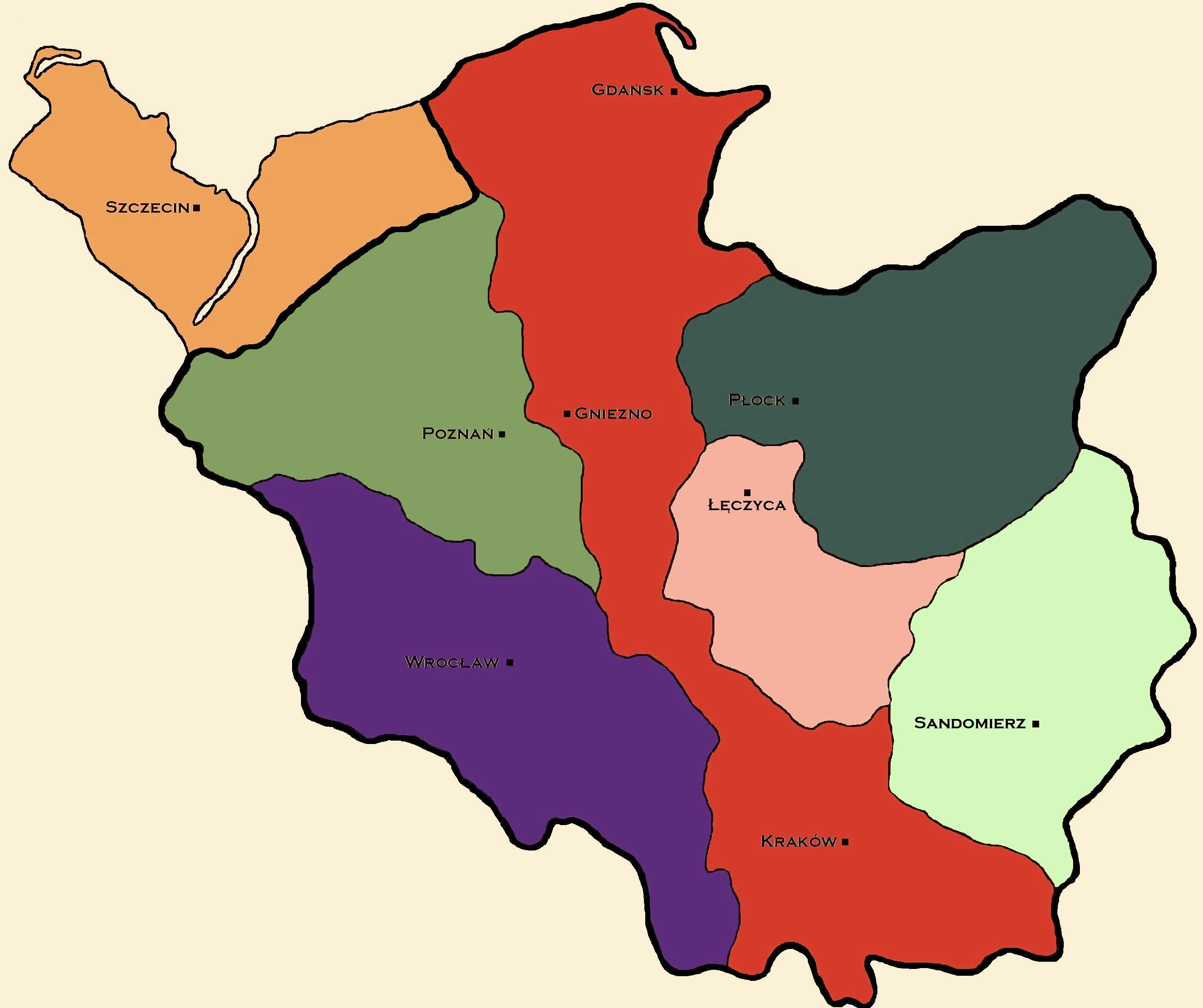
Dzielnice polskie w 1138 roku:
(Księstwo śląskie Władysława II)

Władysław II Wygnaniec (ur. 1105, zm. 30 maja 1159) – książę senior (zwierzchni) Polski, krakowski, sandomierski, wschodniej Wielkopolski, kujawski, wrocławski i zwierzchni pomorski w latach 1138–1146.
Urodzony w 1105 Władysław był najstarszym synem Bolesława Krzywoustego i jego pierwszej żony Zbysławy ruskiej. Zapewne jeszcze za życia ojca aktywnie uczestniczył w rządzeniu państwem. Niektórzy historycy przypuszczają, że wyznaczenie później Śląska Władysławowi, jako dzielnicy dziedzicznej wzięło się z faktu rządzenia tym księstwem przez najstarszego potomka Krzywoustego przed 1138.
Fakt ten wydaje się tym bardziej prawdopodobny, że gdzieś pomiędzy 1125 a 1127 Władysław ożenił się z pochodzącą z bardzo znanego austriackiego rodu Agnieszką Babenberg, po kądzieli wywodzącej się z rodziny cesarskiej. W każdym razie książę odpowiadał za bezpieczeństwo dzielnicy śląskiej podczas wojny w latach 1133–1135 z Czechami. Na odcinku tym Władysław nie spisał się jednak najlepiej nie umiejąc powstrzymać wojsk czeskich przed zniszczeniem poważnych połaci dzielnicy aż po rzekę Odrę.
W 1137 w związku z politycznym zbliżeniem Polski i Czech książę uczestniczył w zjeździe w Niemczy, na którym ostatecznie rozstrzygnięto wszelkie sporne sprawy, a Władysław trzymał do chrztu syna władcy czeskiego Sobiesława I – Wacława.

## Statut Bolesława III Krzywoustego. Władysław II księciem zwierzchnim
28 października 1138 zmarł ojciec Władysława II – Bolesław III Krzywousty dzieląc Polskę w swojej ostatniej woli pomiędzy synów. Odtąd władzę zwierzchnią w kraju miał sprawować każdorazowo najstarszy potomek Bolesława III. Władysław II, starszy od przyrodniego rodzeństwa oprócz dzielnicy senioralnej (obejmującej Małopolskę, wschodnią Wielkopolskę i Kujawy) otrzymał również Śląsk, jako dzielnicę dziedziczną, oraz zwierzchność nad Pomorzem. Młodsi bracia Bolesław IV Kędzierzawy i Mieszko III Stary otrzymali odpowiednio Mazowsze i zachodnią Wielkopolskę z Poznaniem, jako dzielnice dziedziczne. Ponadto Władysław musiał się pogodzić z przekazaniem macosze Salomei z Bergu w dożywocie, jako oprawy wdowiej łęczyckiego, oraz w przyszłości (po osiągnięciu wieku sprawnego) wyposażyć kolejnego brata Henryka księstwem sandomierskim zapewne czasowo (dożywotnio) wydzielonego z dzielnicy senioralnej. Testament nie regulował kwestii wyposażenia najmłodszego syna Krzywoustego urodzonego już po śmierci ojca Kazimierza II.
Władysław II w chwili śmierci ojca będący już dorosłym mężczyzną, od kilkunastu lat żonatym i posiadającym co najmniej jednego syna (Bolesława urodzonego w 1127; data urodzenia drugiego syna Mieszka pozostaje dyskusyjna i waha się między 1130 a 1146 rokiem) z pewnością liczył, że podobnie, jak Bolesławowi Chrobremu w 992, Mieszkowi II w 1033, czy wreszcie ojcu księcia w 1106, także i jemu uda się w krótkim czasie zjednoczyć na powrót Polskę. Zważywszy na posiadane życiowe doświadczenie i przewagę militarną nad juniorami, należało się spodziewać, że zamysły te zakończą się po raz kolejny sukcesem.

## Pierwszy etap konfliktu z juniorami
Do pierwszego konfliktu Władysława z Salomeą i juniorami doszło w 1141 kiedy księżna bez wiedzy i zgody seniora zwołała do Łęczycy zjazd możnych, na którym miano rozstrzygnąć kwestię zamążpójścia najmłodszej córki Krzywoustego Agnieszki, co miało umożliwić znalezienie odpowiedniego sojusznika. Najbardziej odpowiednim kandydatem na zięcia miał być, któryś z synów władcy Kijowa Wsiewołoda II Olegowicza. Władysław II na wieść o wydarzeniach w Łęczycy, zdecydował się jednak na szybką kontrakcję, w efekcie której książę kijowski nie tylko zrezygnował z układu z juniorami, ale dodatkowo wydał rok później swoją córkę Zwienisławę za najstarszego potomka seniora dynastii Piastów Bolesława Wysokiego.
Posiłki z Rusi Kijowskiej przydały się już na przełomie 1142 i 1143, kiedy Władysław zdecydował się uderzyć na dzielnice braci. Zwycięstwo najstarszego syna Krzywoustego było bezdyskusyjne, a wsparty sojuszami z Rusią, Czechami i Cesarstwem mógł sobie pozwolić na wspaniałomyślność pozostawiając przyrodnich braci na ich dzielnicach.

## Sprawa Piotra Włostowica i drugi etap walki z przyrodnim rodzeństwem

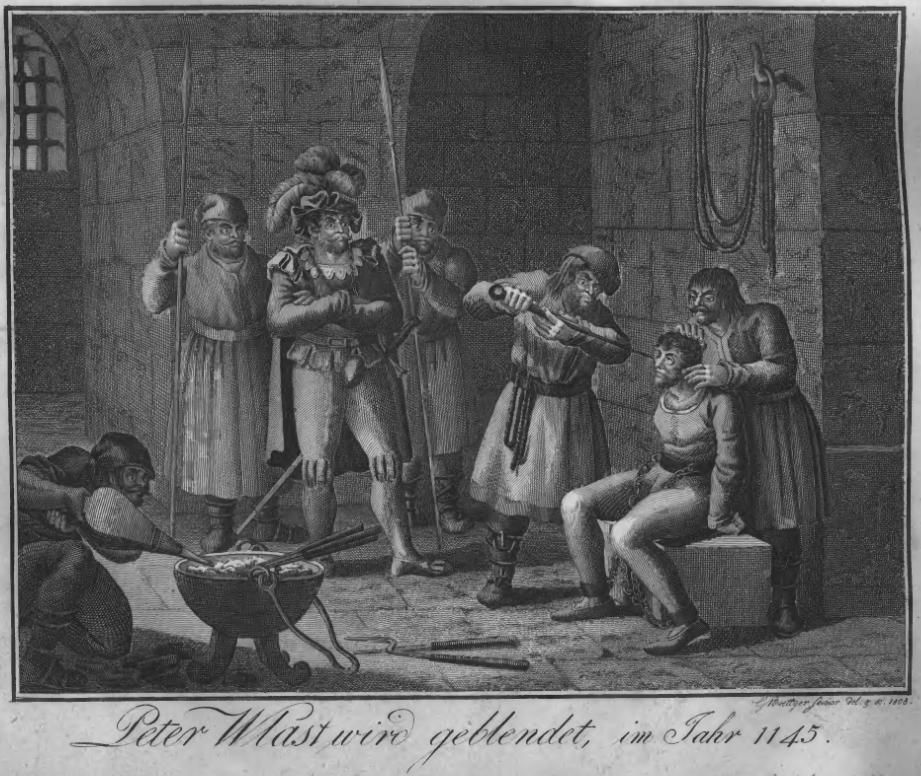
Scena oślepienia Piotra Włostowica

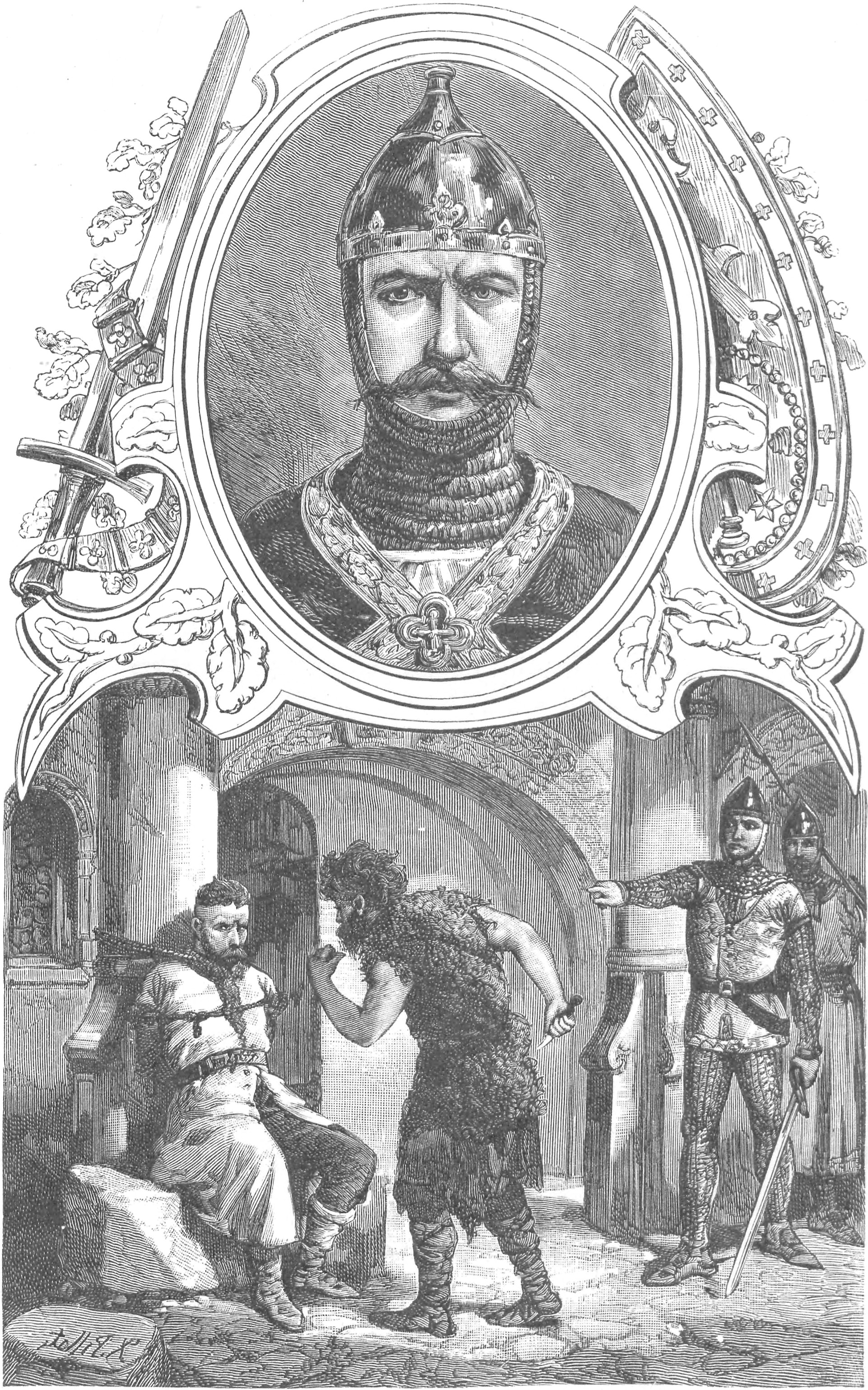
Władysław II w cyklu Wizerunki książąt i królów polskich Ksawerego Pillatiego z 1888.

Na politykę Władysława II największy wpływ miał palatyn (wojewoda) Piotr Włostowic, który u boku Bolesława Krzywoustego, ojca władcy, doszedł do ogromnego znaczenia w państwie obejmując najważniejszy urząd doradcy i wykonawcy testamentu. Dla pozycji możnowładcy duże znaczenie miał też ożenek, jeszcze za życia Bolesława z siostrą Wsiewołoda Olegowicza, co czyniło go powinowatym zarówno Rurykowiczów, jak i Piastów. Potęgę palatyna wzmacniało także dodatkowo prawo mianowania urzędników terytorialnych w całej Polsce, również w dzielnicach juniorów, co czyniło go osobą, od której decyzji zależą losy państwa.
27 lipca 1144 zmarła wdowa po Bolesławie Krzywoustym Salomea z Bergu. W myśl testamentu Krzywoustego zarządzana przez nią oprawa wdowia miała po jej śmierci zostać na powrót połączona z dzielnicą senioralną, z czym nie zgodzili się juniorzy (Bolesław i Mieszko) pragnąc zagarnąć sporną dzielnicę na siebie, być może jako uposażenie dla młodszego Henryka. Także w tym wypadku Władysław II odwołał się do pomocy Wsiewołoda II Olegowicza. Sam senior nie czekając przybycia posiłków wysłał swoje oddziały przeciwko wojskom Bolesława Kędzierzawego i Mieszka Starego, które jednak niespodziewanie doznały klęski z rąk wojewody mazowieckiego Wszebora. Dopiero przybycie Rusinów odwróciło losy bitwy i wojny (o szczegółach tej kontrowersyjnej bitwy zobacz: bitwa nad bagnami Pilicy) umożliwiając zawarcie korzystnego pokoju (Władysław przyłączył wówczas ziemię łęczycką do dzielnicy senioralnej), musiał jednak oddać Rusinom w zamian za pomoc należący wcześniej do Polski gród w Wiznie.
Tymczasem coraz bardziej narastał konflikt pomiędzy Władysławem II a Piotrem Włostowicem. Palatyn w wojnie domowej seniora z juniorami nie brał udziału, starając się łagodzić nabrzmiałe konflikty. Postawa taka nie odpowiadała Władysławowi domagającemu się jednoznacznego opowiedzenia się palatyna po którejś ze stron, tym bardziej że coraz bardziej myślał o koncepcji całkowitego usunięcia przyrodnich braci z ich dzielnic. Piotr Włostowic stojący na straży przestrzegania statutu Krzywoustego na takie rozwiązanie zgodzić się nie mógł (zwłaszcza że po usunięciu juniorów nic już by nie stało na przeszkodzie by pozbyć się również wszechwładnego wojewody).
Jeszcze w 1145 wydawało się, że do ostatecznych rozwiązań nie dojdzie, o czym świadczy zaproszenie na ślub syna wystosowane do Władysława przez Piotra Włostowica. Na początku roku następnego książę senior postanowił jednak postawić wszystko na jedną kartę i pozbyć się palatyna. W tym celu pod byle pretekstem nakazał go uwięzić, oślepić, odebrać dobra i wygnać z kraju, co spowodowało wybuch niezadowolenia części możnych zagrożonych brutalnym postępowaniem księcia. Dodatkowym problemem było udanie się wygnanego Piotra Włostowica na Ruś, gdzie palatyn skutecznie zniechęcił miejscowych książąt do polityki swojego byłego władcy (przy czym nie musiał się starać zbyt intensywnie, gdyż Kijów w tym czasie również przeżywał przesilenie polityczne).

## Próba ostatecznej rozprawy z braćmi. Klęska i ucieczka do Niemiec
Na początku 1146 Władysław ostatecznie zerwał wszelkie układy z juniorami decydując się bez posiłków ze wschodu na rozprawę z braćmi. Początkowo wydawało się, że zwycięstwo Władysława to tylko kwestia czasu, gdyż seniorowi udało się bez przeszkód zająć Mazowsze i zmusić Bolesława i Mieszka do wycofania się do obronnego Poznania. Tam niespodziewanie doszło do klęski najstarszego syna Krzywoustego. Przyczyn tego stanu rzeczy należy upatrywać w nie najlepszym zabezpieczeniu pozostałych dzielnic, gdzie wybuchł bunt możnych nie zgadzających się na politykę Władysława. Po stronie rebeliantów szybko rosnących w siłę opowiedział się również kościół z metropolitą gnieźnieńskim Jakubem ze Żnina, który wobec odmowy seniora zakończenia konfliktu nałożył na Władysława i jego żonę Agnieszkę ekskomunikę, co dodatkowo spowodowało powiększenie szeregów niezadowolonych. Klęskę w końcu przypieczętował wypad książąt oblężonych w Poznaniu skoordynowany z podobną akcją zaczajonych wokół grodu oddziałów wiernych juniorom, co tym bardziej wystawia niepochlebną opinię ludziom skupionym wokół Władysława, że dali się zaskoczyć. Senior musiał ratować się ucieczką za granicę, wkrótce zresztą dołączyła do niego żona Agnieszka z synami, bezskutecznie próbująca obronić Kraków. W ten sposób sukces juniorów był pełny, a Władysław znalazł się na łasce sąsiadów.

## Wygnanie w Saksonii. Nieudana wyprawa Konrada III
Książę wraz z żoną i synami początkowo znalazł się na dworze swojego imiennika Władysława II w Pradze, ale ten nie widząc dla siebie z przybycia byłego władcy Polski żadnych korzyści odesłał go do króla Niemiec Konrada III. Władysław zaraz po dotarciu na dwór władcy z dynastii Hohenstaufów złożył mu hołd i zwrócił się o pomoc w odzyskaniu tronu. Początkowo wydawało się, że najstarszy syn Krzywoustego odzyska władzę nad Polską bardzo szybko. Wyprawa przeciwko juniorom ruszyła bowiem jeszcze w 1146, jednak na skutek rozlewów Odry i nacisków na króla niemieckiego ze strony Albrechta Niedźwiedzia i Konrada z Miśni zakończyła się ona fiaskiem.
Władysław II nie tracił nadziei na zmianę swojego losu, choć na razie musiał zgodzić się na odroczenie swojego powrotu, zwłaszcza że suweren Konrad III wyruszył na czasochłonną wyprawę do Ziemi Świętej. Na okres przejściowy książę otrzymał zaś zamek Altenburg z przyległościami.
Wygnany władca nie czekając na pomoc niemiecką podjął również wraz z żoną starania o zmianę swojego losu u papieża – bezskutecznie. Wprawdzie decyzja Rzymu była korzystna, a legat papieski Gwidon rzucił na juniorów i przychylny im episkopat polski klątwę kościelną, jednak wobec braku siły, która mogłaby te postanowienia wyegzekwować, położenie Władysława nie zmieniło się.

## Wyprawa cesarza Fryderyka Barbarossy na Polskę. Krzyszkowo i zawiedzione nadzieje Władysława
W 1152 umarł król Konrad III, a tron niemiecki przejął młodszy, energiczniejszy Fryderyk I Barbarossa, co na powrót ożywiło nadzieje Władysława na powrót do kraju. Dzięki namowom Władysława i Agnieszki w 1157 ruszyła wyprawa i choć zakończyła się niemieckim sukcesem, cesarz niespodziewanie nie podjął sprawy powrotu wygnanego seniora do kraju, zadowalając się hołdem lennym Bolesława Kędzierzawego w Krzyszkowie i niejasnymi obietnicami zwrotu Władysławowi dziedzicznego Śląska.

## Rodzina

### Małżeństwo i potomstwo
Z małżeństwa Władysława z Agnieszką Babenberg (ur. ok. 1111, zm. 24 lub 25 stycznia pomiędzy 1160 a 1163) pochodziło pięcioro dzieci:
- Bolesław I Wysoki (ur. 1127, zm. 7 lub 8 grudnia 1201) – książę śląski,
- Ryksa (ur. w okr. 1130–1140, zm. 16 czerwca prawdopodobnie w 1185) – księżniczka śląska i cesarzowa hiszpańska. Wydana za króla Kastylii Alfonsa VII, następnie za Rajmunda Berengara II, hrabiego Prowansji, wreszcie za Alberta hrabiego von Everstein,
- Mieszko I Plątonogi (ur. w okr. 1131–1146, zm. 16 maja 1211) – książę raciborski, bytomski i oświęcimski, opolski, krakowski, współrządca Śląska od 1163,
- Konrad Laskonogi (ur. w okr. 1146–1157, zm. 17 stycznia w okr. 1180–1190) – książę głogowski,
- Albert (ur. ?, zm. po 1168).

### Genealogia
| Władysław I Herman ur. ok. 1043 zm. 4 VI 1102 | Władysław I Herman ur. ok. 1043 zm. 4 VI 1102 |                                                        |                                                        | Judyta czeska ur. w okr. 1056–1058 zm. 25 XII 1086 | Judyta czeska ur. w okr. 1056–1058 zm. 25 XII 1086 |  |  | Światopełk II Michał ur. 8 XI 1050 zm. 16 IV 1113 | Światopełk II Michał ur. 8 XI 1050 zm. 16 IV 1113 |                                                            |                                                            | NN (nałożnica) ur. ? zm. ? | NN (nałożnica) ur. ? zm. ? |
|                                               |                                               |                                                        |                                                        |                                                    |                                                    |  |  |                                                   |                                                   |                                                            |                                                            |                            |                            |
|                                               |                                               |                                                        |                                                        |                                                    |                                                    |  |  |                                                   |                                                   |                                                            |                                                            |                            |                            |
|                                               |                                               | Bolesław III Krzywousty ur. 20 VIII 1086 zm. 28 X 1138 | Bolesław III Krzywousty ur. 20 VIII 1086 zm. 28 X 1138 |                                                    |                                                    |  |  |                                                   |                                                   | Zbysława Światopełkówna ur. w okr. 1085–1090 zm. zap. 1114 | Zbysława Światopełkówna ur. w okr. 1085–1090 zm. zap. 1114 |                            |                            |
|                                               |                                               |                                                        |                                                        |                                                    |                                                    |  |  |                                                   |                                                   |                                                            |                                                            |                            |                            |
|                                               |                                               |                                                        |                                                        |                                                    |                                                    |  |  |                                                   |                                                   |                                                            |                                                            |                            |                            |
|                                               |                                               |                                                        |                                                        |                                                    |                                                    |  |  |                                                   |                                                   |                                                            |                                                            |                            |                            |

|                                                 |                                                 | Agnieszka Babenberg ur. ok. 1111 zm. 24 lub 25 I 1160 – 1163 OO w okr. 1125–1127 | Agnieszka Babenberg ur. ok. 1111 zm. 24 lub 25 I 1160 – 1163 OO w okr. 1125–1127 | Władysław II Wygnaniec (ur. 1105, zm. 30 V 1159)       | Władysław II Wygnaniec (ur. 1105, zm. 30 V 1159)       |                                                                 |                                                                 |                          |                          |
|                                                 |                                                 |                                                                                  |                                                                                  |                                                        |                                                        |                                                                 |                                                                 |                          |                          |
|                                                 |                                                 |                                                                                  |                                                                                  |                                                        |                                                        |                                                                 |                                                                 |                          |                          |
|                                                 |                                                 |                                                                                  |                                                                                  |                                                        |                                                        |                                                                 |                                                                 |                          |                          |
| Bolesław I Wysoki ur. 1127 zm. 7 lub 8 XII 1201 | Bolesław I Wysoki ur. 1127 zm. 7 lub 8 XII 1201 | Ryksa ur. w okr. 1130–1140 zm. 16 VI prawd. 1185                                 | Ryksa ur. w okr. 1130–1140 zm. 16 VI prawd. 1185                                 | Mieszko I Plątonogi ur. w okr. 1131–1146 zm. 16 V 1211 | Mieszko I Plątonogi ur. w okr. 1131–1146 zm. 16 V 1211 | Konrad Laskonogi ur. w okr. 1146–1157 zm. 17 I w okr. 1180–1190 | Konrad Laskonogi ur. w okr. 1146–1157 zm. 17 I w okr. 1180–1190 | Albert ur. ? zm. po 1168 | Albert ur. ? zm. po 1168 |

## Śmierć księcia
Senior zmarł 30 maja 1159. Władysław II Wygnaniec pochowany został zapewne w swoim ostatnim miejscu pobytu, tzn. w Altenburgu w Turyngii.
Śmierć pierwszego seniora umożliwiła cztery lata później powrót na Śląsk jego synów Bolesława i Mieszka.

## Upamiętnienie
Postać władcy upamiętniają pomniki oraz literatura.

### Literatura
- Historia prawdziwa o Petrku Właście palatynie, którego zwano Duninem (1878) – powieść historyczna Józefa Kraszewskiego z cyklu Dzieje Polski[3] .

### Pomniki
Władysława Wygnańca upamiętnia renesansowa płaskorzeźba umieszczona w portalu bramy wjazdowej Zamku Piastów Śląskich w Brzegu.